# Хазенбрукс, Альберт
Альберт Хазенбрукс, в украинских источниках Альберт Францович Газенбрукс (нидерл. Albertus Gustavus Franciscus (Albert) Hasenbroekx, псевдоним Западный; 22 января 1915, Остенде, Бельгия — 7 сентября 1979, Брюгге, Бельгия) — бельгийский бухгалтер и лавочник, известный как радист УПА. Работал на радиостанции «Самостійна Україна» («Афродита») с 1943 по 1945 годы, передавал программы на английском и французском языках. В 1945 году он был пойман НКГБ и провёл 8 лет в лагерях ГУЛАГ.

## Молодость
Альберт Хазенбрукс родился 22 января 1915 года в г. Остенде и вырос в Брюгге, где его родители были владельцами отеля-кафе «Белж». Он и его младший брат были фламандцами и посещали франкоговорящую католическую школу в г. Юи (Валлония), после окончания которой он в 1934 г. поступил в Ecole Supérieure de Commerce d'Anvers Ecole Supérieure de Commerce d’Anvers (Высшую иезуитскую школу торговли в Антверпене), которую он не закончил. Был призван в бельгийскую армию в 1936 году. После женитьбы в 1937 году пара переехала в столицу Брюссель, где родилась их дочь Франсин в 1938 году. В феврале 1939 года Хазенбрукс начал работать в филиале продуктового магазина Delhaize.

## Война и плен
Хазенбрукс был мобилизован в бельгийскую армию в 1939 году. После немецкого вторжения в Бельгию 10 мая 1940 его полк отступил во Францию в Центральный массив, а после капитуляции Бельгии 18 июня — в Бретань. Полк был взят в плен немцами на берегу реки Луара, и Хазенбрукс был интернирован в шталаг в Савен. Был освобождён 22 июля, а, вернувшись в Бельгию, он был освобождён от военной службы.

## Работа в Германии
Хазенбрукс возобновил свою работу в Delhaize в Брюсселе, однако в феврале 1942 года он потерял работу и был направлен на работу в Германию. В апреле 1942 года он начал работать учеником слесаря на Dreilinden Maschinenbau GmbH Dreilinden Maschinenbau GmbH в Клайнмахнов недалеко от Берлина, дочерней компании Robert Bosch GmbH, которые занимались производством запасных частей для самолётов.

## Деятельность А. Хазенбрукса в УПА
После нескольких попыток бежать в Бельгию он был заключён в тюрьму в Германии, а весной 1943 года направлен в Ровно, административный центр Рейхскомиссариата Украина, где он работал в немецкой строительной компании Hugo Parpart & Co Hugo Parpart & Co из Штеттина, Померания. Во время выполнения работ около Дубно он был захвачен в плен местной группой Украинской повстанческой армии. Хазенбрукс сумел убедить бойцов, что он бельгиец, а не немец, после чего командир «Эней» (Петр Олейник) принял его в отряд под псевдонимом «Западный».
Хазенбрукс присоединился к азербайджанскому куреню, вместе с которым он проследовал на Здолбуновщину. Курень входил в состав УПА-Север. Хазенбрукс, который говорил на нескольких европейских языках, был признан полезным для работы в отделе пропаганды, а не в боевых частях. Во время I-й Конференции порабощённых народов Восточной Европы и Азии, организованной Организацией украинских националистов (ОУН) в селе Будераж 21 и 22 ноября 1943, он был направлен на работу на радиостанцию «Самостоятельная Украина» («Афродита»), которая действовала в Сколевском районе, на оккупированных территориях Галичины в Генеральной губернии. Он приехал с Волыни в Галичину вместе с Романом Шухевичем, будущим главнокомандующим УПА, и корреспондентом Петром Дужим.

## Арест и допросы спецслужбами НКГБ, отправление в лагеря
УПА и радиостанция «Афродита» продолжали работать из Ямельницы после того, как Красная армия изгнала немцев на запад в августе 1944 года. В апреле 1945 года бойцы ББ (отдел НКГБ по борьбе с бандитизмом) неожиданно напали на станцию, бросив гранату во время прямого эфира. Хазенбрукс был ранен и захвачен в плен. Ему было предъявлено обвинение по ст. 54-2 (вооружённое восстание) и ст. 54-11 (участие в контрреволюционной организации) Уголовного кодекса УССР.
Летом 1945 года после нескольких месяцев допросов в Дрогобыче и без суда Хазенбрукс был депортирован в исправительно-трудовой лагерь в Воркуте на Крайнем Севере. Он был осуждён в 1947 году в Дрогобыче и был приговорен к 10 годам каторжных работ. Хазенбрукс отбывал срок в лагере на левом берегу реки Том у Сталинской (ныне Новокузнецк) в Сибири.

## Освобождение и возвращение в Бельгию
Хазенбрукс был освобождён 3 июня 1953 после смерти Сталина. После пребывания в Щербакове (теперь Рыбинск) в центральной России для восстановления сил его перевели в Москву в конце октября в 1953 году, где он встретился с 11 соотечественниками, которых должны были освободить вместе с ним. Все 12 были перевезены в Восточный Берлин, откуда они были переданы бельгийской миссии в Западном Берлине . Утром 31 октября 1953 группа приехала в Бельгию.

## Более поздние годы жизни и реабилитация
После возвращения в Бельгию он работал бухгалтером транспортно-экспедиционной компании в Брюгге. Хазенбрукс время от времени контактировал с украинской диаспорой: например, он принял приглашение выступить в г. Льеж 29 октября 1967 по случаю 25 годовщины создания УПА. Части его речи, которая была произнесена на французском и украинском языках, были опубликованы его боевым другом Владимиром Макаром (псевдоним «Вадим») в 1968 году в Канаде. В феврале 1968 Хазенбрукс получил Золотой Крест УПА, награждён капитулом Золотого Креста за Заслуги УПА в Нью-Йорке.
Альберт Хазенбрукс умер 7 сентября 1979 в г. Брюгге.
29 мая 1995 Хазенбрукс был посмертно реабилитирован. В постановлении Львовской прокуратуры сказано:
Данные о репрессированном и его родственниках: Газенбрукс не установлен.
На Газенбрукса Альберта Францовича распространяется действие ст. 1 Закона Украинской ССР от 17 апреля 1991 года «О реабилитации жертв политических репрессий на Украине» в связи с отсутствием совокупности доказательств, подтверждающих обоснованность привлечения к ответственности.
Указом Президента Украины от 08.02.2010 года Альберт Хазенбрукс был награждён орденом «За заслуги» I степени за участие в национально-освободительной борьбе (посмертно).